# Karl Fruchtmann
Karl Fruchtmann (* 10. Dezember 1915 in Meuselwitz; † 10. Juni 2003 in Bremen) war ein deutscher Regisseur, Autor und Filmemacher.

## Leben
Karl Fruchtmann wurde in eine polnisch-jüdische Familie geboren. Mit vier Geschwistern wuchs er in der damals zum Herzogtum Sachsen-Altenburg gehörenden, später thüringischen Kleinstadt Meuselwitz auf. 1936 wurden er und sein Bruder Max in das KZ Sachsenburg bei Chemnitz verschleppt. Später kam Karl Fruchtmann in das KZ Dachau, von wo er 1937 unter der Zusicherung, umgehend Deutschland zu verlassen, wieder freikam. Noch im selben Jahr wanderte er nach Palästina aus. In den 1950er Jahren verbrachte er einige Zeit in London und New York. 1958 kehrte er nach Deutschland zurück und erlernte beim Westdeutschen Rundfunk als Kabelträger das filmische Handwerk. Als Regisseur inszenierte er u. a. in Bern, Zürich (Schauspielhaus), Berlin, Düsseldorf, Wuppertal, am Burgtheater Wien und am Thalia-Theater Hamburg. 1996 erfolgte die Ernennung zum Honorarprofessor für Filmwissenschaft an der Universität Bremen.
Sein älterer Bruder war der Schriftsteller Benno Fruchtmann. Fruchtmann war mit der aus Kanada stammenden Malerin Janet Clothier (1928–2012) verheiratet, aus der Ehe stammt die 1961 geborene Tochter Sara Fruchtmann, die zunächst als Filmeditorin und Regisseurin arbeitete und seit 2006 das Bremer Geschichtenhaus leitet. Fruchtmanns schriftlicher Nachlass befindet sich im Nachlass-Archiv der Akademie der Künste in Berlin.

## Filmschaffen
Seine erste Regie war 1962 die Fernsehspielbearbeitung eines englischen Bühnenwerks. 1963 begann bei Radio Bremen seine langjährige Zusammenarbeit bei 30 Filmprojekten mit dem Kameramann Günther Wedekind.
Fruchtmanns Credo: „Ich habe, glaube ich, keinen Film gemacht mit dem ich nicht etwas sagen wollte. (...) Ja, ich glaube, alles was ich mache, stellt die Anforderung, eine Aussage zu sein über menschliche Verhältnisse, über menschliche Verhaltensweisen und beinhaltet ganz sicher den Wunsch, dass das, was schlecht ist, vielleicht ein bisschen weniger schlecht sein wird.“.

### Das Abschiedsgeschenk (1962)
Das Fernsehspiel ist die deutsche Bearbeitung des Bühnenstücks The Browning Version von Terence Rattigan in der Übersetzung von Alfred H. Unger. Am Ende seiner eher erfolglosen Laufbahn erhält der Lehrer Andrew Crocker-Harris (gespielt von Wolfgang Büttner) die Übersetzung des Agamemnon durch den viktorianischen Dichter Robert Browning. Rattigan schildert das Ringen Brownings mit dem Drama von Aischylos über das Scheitern des Heerführers vor Troja und seine Ermordung durch die untreue Ehefrau. Er sah darin nicht nur das klassische Vorbild über Ambitionen und Scheitern, sondern wollte auch aufzeigen, warum Klytaimnestra durch Arroganz und Egoismus des Ehemanns in die Untreue getrieben worden sei. Eine kaum zu übersehende Andeutung der Schüler auf das Leben ihres gescheiterten Lehrers. Dieser hatte mit seinem zunehmenden Missmut durch die frustrierenden und sich stets wiederholenden Aufgaben als Sprachlehrer am College die Bedürfnisse seiner lebenshungrige Frau Millie (gespielt von Dagmar Altrichter) völlig missachtet. Im Disput mit seinen Kollegen muss er sich eingestehen, dass Brownings Übertragung deutlich moderner sei, als seine Neuübersetzung. Zugleich wird er vom Geliebten seiner Frau, dem jungen Physiklehrer Frank Hunter (gespielt von Georg Thomas) in einen Disput vom vermeintlichen Vorrang der Naturwissenschaften verwickelt, der die zu diesem Zeitpunkt aufkommende These von C. P. Snow zu den Zwei Kulturen aufgreift. Mit diesen drei Ebenen (Antike = Aischylos, Viktorianisches Zeitalter = Browning, Gegenwart = Rattigan) versucht Fruchtmann die zeitlose Dynamik menschlichen Scheiterns an den eigenen Ansprüchen zu schildern.

### Philadelphia, ich bin da (1967)
Das tragisch-komische Drama ist im fiktiven „Ballybeg“ angesiedelt, in dem der irische Autor Brian Friel 14 seine Stücke spielen lässt. In 24 Stunden wird Gary O’Donnell (gespielt von Peter Striebeck) im Flugzeug nach Philadelphia sitzen. Dort wartet Tante Lizzy und sein neuer Job im Emperor-Hotel. Am letzten Tag gilt es nun Abschied zu nehmen. Abschied vom wortkargen Vater, der jeden Abend, wenn er seinen Kramladen zugeschlossen hat, mit Hochwürden seine unvermeidlichen Damepartien spielt, aber auch von der Clique und ihren meist erfundenen Liebesabenteuern. Außer dem mit Kate, mit der zusammen er einmal sieben Jungen und sieben Mädchen miteinander haben wollte. Landflucht und Aufstieg versus Geborgenheit und Bescheidenheit einer Kleinstadt als transnationales Phänomen und Zeitspiegel machten das Stück zu einem der meistgespielten irischen Dramen.

### Die Katze (1968)
Jean Anouilh schrieb für das deutsche Fernsehen ein „modernes Märchen für Erwachsene“, für das er seine Bearbeitung antiker Tierfabeln benutzte. Angesiedelt in einem holländischen Dorf des 19. Jahrhunderts werden die Wirkungsweisen von „Liebe“ seziert. Eigentlich will Kanzleischreiber Hans (gespielt von Ralf Schermuly) standesgemäß die Wäscherin Maria heiraten. Deshalb nimmt er auch manch obskuren Auftrag an. So den von Baron Grotius (gespielt von Siegfried Wischnewski), auf seinem verwilderten Anwesen die unüberschaubaren Tierschar zu entwimmeln, indem er seine Kunst Vogelstimmen nachmachen zu können dafür einsetzt, wenigstens Katzen und Vögel zu trennen. Ein Unterfangen, das ihn zu einer Übernachtung zwingt. In der Nacht schleicht ein rotblondes Kätzchen in Hans’ Zimmer. Am nächsten Morgen ist es wieder verschwunden, doch kaum das Haus des Barons verlassend, begegnet ihm mit katzenhafter Eleganz ein Mädchen, das der nächtlichen Besucherin zu gleichen scheint. Agathes (gespielt von Donata Höffer) verführerischer Charme lässt Hans zweifeln, was nun die richtige Wahl ist, Treue oder Sehnsucht, Zuverlässigkeit oder Schönheit. Fruchtmann sei es jedoch trotz geschickter Regie und hervorragenden Darstellern nicht gelungen, die intendierte „elegante Provokation“ gegen den Zeitgeist moderner Beziehungen gerichtete Stück-Idee herüberzubringen, die sonst Anouilhs anderen Antikenadaptionen innewohnen würde, so die Theaterkritikerin Anne Schlichtmann.

### Ketten (1976)
Ein Kleinkrimineller auf der Flucht. Bei einem nächtlichen Einbruch in Dublin wird Johnson (gespielt von Vadim Glowna) ertappt. Er schlägt den Polizisten nieder, entkommt in einem gestohlenen Wagen. Die Fahndungsschlinge zieht sich immer enger. Untergetaucht bei einer alten Frau in den Slums, will er diese am Verrat hindern, mit tödlichen Folgen und doch vergeblich. Nun verketten sich die Ereignisse. Ein Polizist kommt ihm zu nahe und wird erschossen. Jetzt kommt die Großfahndung. Jetzt ist das eine Fernsehnachricht und die Chance für den ehrgeizige Fernsehreporter Davidson (gespielt von Rolf Becker). Der denkt sich den einfältigen Verbrecher hinein, ahnt seine Schritte, versteht seine Motive. Seine Reportagen werden gelobt. Jetzt ist er in Zugzwang, muss „liefern“. Durch Zufall ist er Johnson und der Polizei einen Schritt voraus. Der Verbrecher auf der Flucht - ein Live-Interview. Die große Chance. Um den Jungen nicht zu verschrecken, macht er Zugeständnisse, lässt die Polizei im Unklaren. Sein Verständnis für den zweifachen Mörder wird gesendet. Sein TV-Beitrag irritiert. Darf man das?. Die Frage nach der Verantwortung der Medien stellt Fruchtmann ohne klare Positionierung und unterscheidet sich damit von der Romanvorlage des australischen Journalisten Kenneth Cook. Ist die Sensationslust des Publikums ein ausreichender Rechtfertigungsgrund? Erlaubt die journalistische Neutralität auch, legitime Polizeiarbeit nicht zu unterstützen? Mit seiner Medienkritik greift Fruchtmann ein Grundproblem der Boulevardpresse auf - und das über zehn Jahre vor der Geiselnahme von Gladbeck von 1988.

### 26. April 1977 (1977)
Das Fernsehspiel von Radio Bremen schildert einen Tag im Leben einer esoterischen Glaubensgemeinschaft, die sich in der Wohnung einer Frau versammelt, um den Weltuntergang zu erwarten. Existenzangst, Unsicherheit, Angst vor Isolation und Enttäuschung über die Sinnlosigkeit ihres Daseins hat die acht Menschen zusammengeführt. Sie alle glauben an die Existenz außerirdischer, höher entwickelter Wesen, die die Zerstörung des Planeten Erde mit Sorge beobachten. Der pensionierte Studienrat (gespielt von Wolfgang Büttner) ist der geistige Führer der Gruppe. Er hat zahlreiche Dokumente und wissenschaftliche Materialien zusammengetragen, die die Glaubensthesen und Vorhersagen bestätigen und untermauern sollen. In Verbindung zu ihrem „Gott“ treten die Gläubigen durch die Hausfrau (gespielt von Ursula Hinrichs), die mediale Fähigkeiten besitzt und ihnen die Botschaften und Prophezeiungen übermittelt. Sie hat auch für den 26. April die kosmische Katastrophe verkündet, aus der alleine die „Gemeinde“ errettet werden soll. Die Gewissheit, auserwählt zu sein und schließlich errettet zu werden, hat den Gläubigen Kraft und Mut gegeben zu leben. Doch die übermittelte Prophezeiung erfüllt sich nicht. Die Wartenden beginnen, an ihrem Glauben zu zweifeln.

### Gesche Gottfried (1978)
1831 lässt auf dem Bremer Domshof der Scharfrichter vor 35.000 Zuschauern das Schwert fallen. Gesche Gottfried (gespielt von Sabine Sinjen) wurde gerichtet für ihre 14 Giftmorde mit Mäusebutter, der tödlichen Mischung von Butterschmalz und Arsen. Das gegenseitige Bedingen von Hilflosigkeit einer jungen Witwe, sozialen Missstände, politisch begünstigter Frömmelei und ruchloser Gewalt dient Fruchtmann als pointiertes Porträt der Doppelmoral im Biedermeier.

### Zeugen – Aussagen zum Mord an einem Volk (1981)
Im Dokumentarfilm Zeugen – Aussagen zum Mord an einem Volk lässt Fruchtmann erstmals Zeitzeugen der Shoah im Deutschen Fernsehen zu Wort kommen. Der Film zeigt Interviews in Israel und Polen mit 60 Überlebenden der NS-Konzentrationslager. So entstanden 80 Stunden Interviewmaterial, die bis heute bei Radio Bremen archiviert sind. In seinen Filmen verzichtete Fruchtmann auf begleitenden Text oder Kommentar, die Namen der Zeugen wurden nicht genannt. Als Schnittbilder nutzte er musikalisch untermalte Aufnahmen des Vernichtungslagers Auschwitz-Birkenau. Anders als bei der 1979 ausgestrahlten amerikanischen TV-Serie Holocaust, die das Leben der fiktiven Familie Weiß erzählt, reagierte das deutsche Fernsehpublikum mit Ablehnung auf die Filme, die zur besten Sendezeit im Ersten Programm ausgestrahlt wurden. Bei Radio Bremen gingen wüste Beschimpfungen per Brief und Telefon ein. 2021 wurde in der ARD dazu die Dokumentation Zeugen – Wie der Holocaust ins Fernsehen kam gesendet. In dem Film wird gezeigt, wie Fruchtmann, seine Tochter und Mitarbeiterin Sara Fruchtmann und der Kameramann Günther Wedekind die Interviews führten, wie dies auf sie wirkte und wie das Fernsehpublikum reagierte.

### Heinrich Heine - Die zweite Vertreibung aus dem Paradies (1983)
„Der Film ist eine Szenenfolge. Er will nicht so tun, als erzähle er anekdotisch (...und) will vielmehr in einzelnen Sequenzen Dinge aussagen, die wahr, aussagewert und aussagenötig sind. Er will dabei sehr filmisch sein, aber sich in seinem Aufwand äußerst begrenzen. Er schafft seine darstellende Wahrheit aber nicht mit Statisten-Massen, (...), sondern er entspricht mit der Großaufnahme, der Montage und der Verwendung von Stilmitteln eines symbolischen Realismus“, leitet Fruchtmann sein Drehbuch ein. Die ausgewählten Szenen zeigen Heinrich Heine (gespielt von Wolfgang Hinze) auf der Suche nach sich selbst als Künstler in unerbittlichen Auseinandersetzungen mit der Hamburger Familie, besonders seinem Onkel, dem Bankier Salomon Heine (gespielt von Kurt Sobotka) über den Wert von Traditionen und dem Zeitgenossen Karl Marx (gespielt von Ulrich von Bock) über den Sinn von Revolutionen. Verbindende Person zwischen beiden Filmteilen ist „Mathilde“ (gespielt von Donata Höffer), wie Heine seine spätere Ehefrau, die Schuhverkäuferin Augustine Crescence Mirat (1815–1883) nannte. Sie pflegte ihn in seinem Pariser Exil, als er schwer erkrankt – vermutlich an Tuberkulose – seine „Matrazengruft“ nicht mehr verlassen konnte. Unprätentiös, der deutschen Sprache, in der ihr Mann Erfolge feierte nicht mächtig, seinen politischen Mitstreitern wenig gewogen, war sie sein Gegengewicht („Es kommt mein Weib schön wie der Morgen und lächelt fort die deutschen Sorgen“), was Fruchtmann als wichtiges Korrektiv für das Spätwerk des Dichters herausarbeitet. Dafür inszeniert er Heine-Texte z. B. aus dem Wintermärchen und den ’Memoiren‘.

### Der Affe Gottes (1992)
Das Fernsehspiel erzählt die Hintergründe eines im Mittelalter nicht unüblichen Prozess gegen ein Tier. Ein unter Menschen lebender Affe hat Hunger. Bei der Futtersuche klettert er in die Kammer einer Magd, die er beim Entkleiden überrascht. Auf der Flucht landet er in einer Kirche, wo er vor Angst am Altar eine Pfütze hinterlässt. Unzucht und Gotteslästerung sind daraufhin die Anklagen. Solche Tierprozesse dienten auch als warnendes Beispiel zur Disziplinierung aufbegehrender Menschen. Der Affe wird zum Tode verurteilt, doch dann sprengt ein Bote des Königs heran und bringt den Begnadigungserlass. Karl Fruchtmann wollte mit der Fabel von der politisierenden Verrechtlichung auch einen aktuellen Bezug zur juristischen Aufarbeitung des damaligen Kriegs in Ex-Jugoslawien anbieten.

### Ein einzelner Mord (1999)
Das Kriegsende ist am Karfreitag 1945 schon spürbar. Die Wehrmacht ist in Auflösung. Der Volkssturm sucht vermeintliche Wehrkraftzersetzer. In einem Wald bei Waldshut wird der 17-jährige Anton Reinhardt (gespielt von David Cesmeci) aufgegriffen. Der Sinto konnte einem Lager entfliehen und war in Richtung Heimat unterwegs. Der Truppführer Franz Wipfler (gespielt von August Schmölzer) quält den Jungen, um mehr über andere flüchtige Wehrkraftzersetzer zu erfahren. Ergebnislos wird wegen dieses „Widerstands“ das standgerichtliche Todesurteil verhängt. Der örtlich „von Amts wegen zuständige“ Förster Karl Hauger (gespielt von Christian Doermer) soll das erledigen. Er lässt Anton sein eigenes Grab schaufeln um ihn dann zu erschießen. Nach dem Krieg muss er sich dafür verantworten. Das Urteil lautet Totschlag, da ja die Tat zum Erhalt der Ordnung diente. Kein Tatbeteiligter muss für länger als zwei Monate in Haft, ihnen sei ihre auch rassistische Verblendung entlastend zuzurechnen. Fruchtmann verwendet für die Darstellung die Verhör- und Aussageprotokolle der Akte Anton Reinhardt in der Dokumentationsstelle Ludwigsburg. Neben wenigen Spielszenen, wie Antons Schaufeln der Walderde, ist der Film als Kammerspiel angelegt, in dem Veränderungen der Stimmen das Innenleben spürbar machen sollen. So schwankt Truppführer Wipfler zwischen dem anfänglich weichen Bitten um Verständnis und der selbstgerecht-soldatischen Uneinsichtigkeit bei Urteilsverkündung. Besonders beeindruckt zeigten sich zeitgenössische Kritiker von der Ausdrucksstärke der Mutter (gespielt von Monica Bleibtreu) zwischen liebevollem Erinnern an den Sohn, wütendem Leid angesichts des auftrumpfenden Täters Hauger und in schwerem bebenden Atmen endender Hilflosigkeit.
Fruchtmann war sich der „Zumutung“ an die Fernsehgewohnheiten bewusst: Der Völkermord der Nazizeit sei nur schwer zu ästhetisieren und wir müssten „uns abgewöhnen, die Fernsehzuschauer für so blöd zu halten, wie das Programm meistens ist.“ Der Rezensent in der taz stellte angesichts der sehr schwachen Einschaltquote allerdings fest: „Aber den Kampf gegen die à la Guido Knopp wohl „zeitgemäßen“ Formen der historischen Dokumentation im aktuellen und aktualisierungsgeilen Medium Fernsehen hat dieses still-schreiende Dokumentarspiel längst verloren.“

## Filmografie
- 1962: Das Abschiedsgeschenk. WDR, Fernsehspiel
- 1962: Ein netter Abend. WDR, Fernsehspiel
- 1963: Ein Todesfall wird vorbereitet. WDR, Kriminalstück in 3 Akten von Jack Popplewell, deutsche Bearbeitung[29]
- 1963: Männer am Sonntag. ZDF, Fernsehspiel, nach dem Stück von Jean-Louis Roncoroni
- 1964: Lebenskünstler. RB, Fernsehspiel, nach dem Lustspiel von Zdzisław Skowroński
- 1966: Erinnerung an zwei Montage, RB, Fernsehspiel
- 1966: Tempelchen. ZDF, Fernsehspiel, nach der Erzählung von 1950 von Werner Bergengruen
- 1966: Die verlorenen Schuhe. ZDF, Spielfilm, nach dem Stück von Ernst Petzold
- 1967: Ein Mädchen für Wind. ZDF, Spielfilm
- 1967: Philadelphia, ich bin da! RB, Spielfilm, nach der Tragikomödie von Brian Friel
- 1968: Die Katze. ZDF, Fernsehspiel
- 1969: Juno und der Pfau. ORF, Spielfilm, nach dem gleichnamigen Drama von Seán O’Casey
- 1969: Kaddisch nach einem Lebenden. RB, Spielfilm
- 1969: Spassmacher. RB, Fernsehspiel nach dem Bühnenstück 1967 von Viktor Rosow
- 1970: Plötzlich. RB, Dokumentarspiel nach der eigenen biographischen Skizze von 1966
- 1972: Der Mann auf meinem Rücken. ZDF, Spielfilm
- 1972: Jubipenser. RB, Fernsehspiel
- 1972: Das Paradies auf der anderen Seite. ZDF, Spielfilm, nach dem Krimi-Drehbuch Ramshackle Road von Peter J. Hammond.[30]
- 1973: Alfie. Spielfilm
- 1974: Krankensaal 6. RB, Fernsehspiel/Theateraufzeichnung nach einer Erzählung von Anton Tschechow[31]
- 1975: Olaf und Albert, ZDF, Fernsehspiel, nach dem Bühnenstück von Heinrich Henkel
- 1976: Ketten. ZDF, Spielfilm
- 1976: Der Opportunist oder Vom Umgang mit Besatzern. ZDF, Dokumentarspiel, über den Hochverratsprozess gegen den französischen Vichy-Ministerpräsidenten Pierre Laval
- 1976: Himmel und Erde. ZDF, Fernsehinszenierung des Bühnenstücks von Gerlind Reinshagen
- 1977: Das Hochzeitsfest. SFB, Fernsehspiel nach der Novelle Eine dumme Geschichte von Dostojewski
- 1977: 26. April 1977. RB, Fernsehspiel
- 1978: Ein einfacher Mensch. Fernsehspiel[32]
- 1978: Gesche Gottfried. RB, Spielfilm
- 1980: Der Boxer. ZDF, Spielfilm nach dem Roman von Jurek Becker
- 1981: Der Schatz des Priamos
- 1981: Zeugen – Aussagen zum Mord an einem Volk[33][34][35]
- 1983: Heinrich Heine - Die zweite Vertreibung aus dem Paradies (Zweiteiler). 3sat, Fernsehspiel
- 1983: In Goethes Hand. Szenen aus dem 19. Jahrhundert, von Martin Walser. ORF, Fernseh-Aufzeichnung am Burgtheater[36]
- 1986: Mademoiselle Fifi. RB, Spielfilm nach der Novelle von Guy de Maupassant
- 1986: Ein einfacher Mensch. WDR/arte, Dokumentarfilm[37]
- 1989: ...trotzdem! RB, Spielfilm, über die Dreyfus-Affäre[38]
- 1991: Tote Briefe. ZDF, Fernsehspiel, nach dem Roman von Siegfried Lenz
- 1992: Der Affe Gottes. RB, Fernsehspiel
- 1995: Die Grube. RB, Spielfilm[39][40]
- 1999: Ein einzelner Mord. RB, Spieldokumentation

## Literarisches Werk
- Jiemand. Ein pantomimischer Monolog. Für Ulla zum Spielen. Rowohlt, Reinbek bei Hamburg 1964.[41]
- Plötzlich. Stück in einem Akt. Rowohlt, Reinbek bei Hamburg 1966.[42]
- Auschwitz-Kinderlieder. (anonym) Donat, Bremen 1990, ISBN 3-924444-47-1.[43]
- Ein Kasperle-Theater. In: Stint (literarisches Magazin), Edition Temmen, Bremen 1991, Bd. 9, S. 81–90
- Bemerkungen zu dem Film, den ich nicht machen werde. In: Stint (literarisches Magazin), Edition Temmen, Bremen 1992, Bd. 11, S. 158–165
- Ein einfacher Mensch, Gespräch mit Nea Weissberg-Bob (Hg.): Jetzt wohin? Von aussen nach innen schauen. Gespräche, Gedichte, Briefe. Was ist eigentlich „jüdisch“ und was „deutsch“?, Lichtig, Berlin 1993, S. 29–40

## Übersetzungen
- John Arden: Der Packesel. Komödie (The workhouse donkey, 1963). In: Theater heute 1964, Heft 6 (Juni), S. 52–72
- John B. Priestley: Zur Rose und Krone. Ein Schauspiel in einem Akt (The Rose and Crown, 1946). Deutscher Laienspiel-Verlag, Weinheim an der Bergstraße 1966.[44][45]
- Wallace Hamilton:[46] Die Verstossenen (The Burning of the Lepers, 1963), Rowohlt, Reinbek bei Hamburg 1966
- N. Richard Nash: Unsere Jenny (SFB, Manuskript für das Drehbuch, Berlin 1966)
- John Arden: Armstrong sagt der Welt Lebwohl. Eine Übung in der Diplomatie (Armstrong's last goodnight, 1965). Enthalten in: Der Tanz des Sergeanten Musgrave, Rowohlt, Reinbek bei Hamburg 1967

## Auszeichnungen
- 1987 - Filmpreis Rheinland-Pfalz für Ein einfacher Mensch
- 1987 - Adolf-Grimme-Preis mit Gold für Ein einfacher Mensch
- 1988 - DAG-Fernsehpreis in Silber für Trotzdem![47]
- 1990 - Senatsmedaille für Kunst und Wissenschaft des Landes Bremen
- 1991 - Kultur- und Friedenspreisträger der Villa Ichon Bremen